# First Nation Airways
First Nation Airways —  авіакомпанія Нігерії зі штаб-квартирою в місті Ікеджа (Лагос), що працює у сфері регулярних пасажирських перевезень між аеропортами країни і за її межами.

## Історія
First Nation Airways створена співробітниками колишньої авіакомпанії Bellview Airlines, на момент утворення (початок 2011 року) експлуатувала три літаки Airbus A320-200, взятих у лізинг.

## Маршрутна мережа

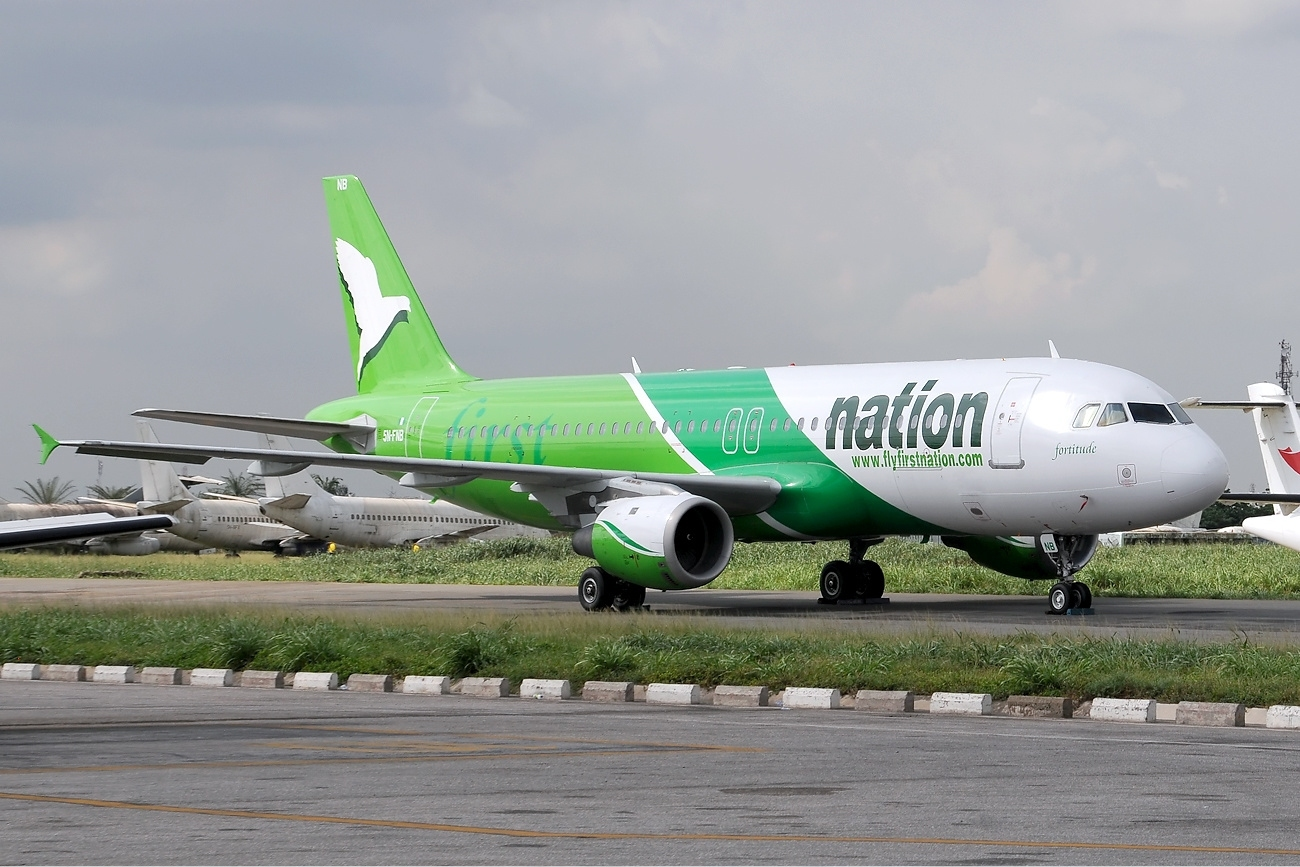
Airbus A320-200 авіакомпанії First Nation Airways в міжнародному аеропорту імені Мурталы Мохаммеда

First Nation Airways виконує регулярні рейси по наступним пунктам призначення:
- Абуджа — міжнародний аеропорт імені Ннамді Азіківе
- Лагос — міжнародний аеропорт імені Муртали Мохаммеда
- Порт-Харкорт — міжнародний аеропорт Порт-Харкорт

## Флот
Станом на квітень місяць 2011 року повітряний флот авіакомпанії First Nation Airways становили такі літаки:
- 2 Airbus A319-200